# 狭叶梣
狭叶梣（学名：Fraxinus baroniana）为木犀科梣属的植物，为中国的特有植物。分布在中国大陆的甘肃、陕西、四川等地，生长于海拔700米至1,300米的地区，见于溪沟旁、河岸边、山坡灌丛和崖壁上，目前尚未由人工引种栽培。

## 别名
披针叶白蜡树（秦岭植物志）